# Hackney Diamonds
A Hackney Diamonds a The Rolling Stones brit rockegyüttes 24. brit és 26. amerikai stúdióalbuma, amely 2023. október 20-án jelent meg a Polydor Records gondozásában. Az albumon számos vendégelőadó szerepel, úgymint Elton John, Lady Gaga, Paul McCartney, Stevie Wonder és Bill Wyman. Az A Bigger Bang (2005) óta ez a zenekar első eredeti anyagot tartalmazó stúdióalbuma, és az első a dobos Charlie Watts 2021-ben bekövetkezett halála után, bár Watts halála előtt közreműködött néhány számban.

## Története
A Rolling Stones legutóbb 2016-ban adott ki stúdióalbumot Blue & Lonesome címmel, mely blues feldolgozásokat tartalmazott. A zenekar utolsó eredeti anyagot tartalmazó albuma az A Bigger Bang (2005) volt. Ugyanakkor továbbra is rögzítettek számokat, például a GRRR! (2012) című válogatáslemezre és a Living in a Ghost Town (2020) című kislemezre. A Stones 2020-ban ismét stúdióba vonult, de ezeket a felvételeket megszakította a COVID-19 járvány. A 2021-es stúdiómunkák több befejezett dalt eredményeztek. 2022 végén és 2023 elején Andrew Watt producerrel folytatódott a munka. A további felvételek során Paul McCartney is basszusgitározott a bandával. 2023 júniusában a zenekar egykori basszusgitárosa Bill Wyman bejelentette, hogy 30 év után először stúdiózott a zenekarral. Várhatóan további, Elton Johnnal készített felvételek is szerepelnek majd a kiadványon. Az album tartalmazni fogja, Charlie Watts halála előtti utolsó munkáit és Steve Jordannal dobossal felvett első munkákat.
2023. augusztus 17-én a Hackney Gazette-ben egy hirdetés jelent meg, utalva több Rolling Stones-dalcímre, és megjelenítve a zenekar logóját. Augusztus 22-én a közösségi média profilokon Paulina Almira új artworkje jelent meg, a Universal Music Group pedig egy weboldalt hozott létre a megjelenés népszerűsítésére.
2023. augusztus 29-én a zenekar közösségi média felületein képek jelentek meg, melyeken az album témája alapján készült Stones-nyelvek vannak projektorral kivetítve a világ különböző pontjain, különböző épületekre. (New York, Berlin, Madrid, Paris). Továbbá az albumnak létrehozott weboldalon pedig visszaszámlálás indult, valószínűleg egy hivatalos sajtótájékoztató időpontjáig.

## Az album dalai
Röviddel az album megjelenésére utaló újsághirdetés után a következő dalokat jegyezték be az Amerikai Zeneszerzők, Szerzők és Kiadók Társaságába Jagger–Richards néven, néhány számot pedig Andrew Watt társszerzőjeként:
1. Angry (with Watt) – 3:46
2. Get Close (with Watt) – 4:10
3. Depending On You (with Watt) – 4:03
4. Bite My Head Off – 3:31
5. Whole Wide World – 3:58
6. Dreamy Skies – 4:38
7. Mess It Up – 4:03
8. Live by the Sword – 3:59
9. Driving Me Too Hard – 3:16
10. Tell Me Straight – 2:56
11. Sweet Sounds of Heaven – 7:22
12. Rolling Stone Blues – 2:41

## Közreműködők
The Rolling Stones
- Mick Jagger – vokál
- Keith Richards – gitár
- Charlie Watts – dobok a Live by the Sword és a Mess It Up című dalokon[4]
- Ron Wood – gitár

További zenészek
- Matt Clifford – billentyűs hangszerek
- Elton John – zongora a Get Close és a Live by the Sword című dalon
- Darryl Jones – basszusgitár
- Steve Jordan – dobok
- Lady Gaga – vokál a Sweet Sounds of Heaven című dalon[4]
- Paul McCartney – basszusgitár a Bite My Head Off című dalon
- Don Was – producer
- Andrew Watt – producer
- Stevie Wonder – billentyűsök és zongora a Sweet Sounds of Heaven című dalon
- Bill Wyman – basszusgitár a Live by the Sword című dalon

## Web
- https://www.hackneydiamonds.com/